# Chris Stussy
Niels Christian Steenbergen (Leiderdorp, 2 juli 1994), beter bekend onder zijn artiestennaam Chris Stussy, is een Nederlands dj en muziekproducent.
Stussy heeft nummers uitgebracht onder de labels Up The Stuss, FUSE London, Kaoz Theory en Rutilance Recordings. Stussy's single All Night Long is twintig miljoen keer beluisterd op Spotify.

## Biografie
Stussy begon zijn muziekcarrière in een lokale club in Nederland. Hij trad onder andere op in DC10, Amnesia in Ibiza, Coachella, Music On, Mint, Creamfields, Club Space en Parklife. Hij werkte als muzikaal duo samen met Kolter waarmee hij zich samen Stussko noemde. Stussy werkte ook als duo samen met Locklead, Across Boundaries.
In 2020 richtte Stussy zijn eigen label  Up The Stuss op. Op dit label bracht hij de single All Night Long uit, waarmee Stussy doorbrak. Deze single, samen met het uitbrengen van zijn ep "Midtown Playground EP" op FUSE Records, zorgde voor een grote toename in de streamingscijfers van Stussy die de grens van 1 miljoen maandelijkse luisteraars doorbrak.
In februari 2024 lanceerde Stussy de documentaireserie Chris Stussy: Uncut op zijn YouTubekanaal. Deze serie toonde beelden van achter de schermen van Stussy bij show, het produceren en meer.
Als onderdeel van de Boiler Room trad Stussy in mei 2024 op in het Warehouse '92 in Edinburgh, Schotland. In september 2024 maakte Stussy bekend dat hij zijn eigen evenement lanceerde, getiteld USS, in het centrum van Londen. Het evenement trad aan op 1 februari 2025.
- MusicBrainz: 5b7f4511-1764-4d80-83b5-8c150f4636c5